# 市振駅
市振駅（いちぶりえき）は、新潟県糸魚川市大字市振にある、えちごトキめき鉄道・あいの風とやま鉄道の駅である。新潟県最西端に位置する駅である。

## 概要
えちごトキめき鉄道の日本海ひすいラインと、あいの風とやま鉄道のあいの風とやま鉄道線が乗り入れている。会社境界駅であり、当駅から直江津方面が日本海ひすいライン、富山・倶利伽羅方面があいの風とやま鉄道線となっている。当駅は両社の共同使用駅で、えちごトキめき鉄道の管轄駅である。あいの風とやま鉄道で唯一、新潟県に所在する駅である（ただし、あいの風とやま鉄道の管轄駅はすべて富山県に所在）。当駅の西側を流れる境川が富山県・新潟県の両県境である。鉄道資産上は県境付近が両社の境界だが、営業上では当駅が境界で、運賃体系も変わる。
元々は両路線とも西日本旅客鉄道（JR西日本）の北陸本線であったが、2015年3月14日の北陸新幹線長野駅 - 金沢駅間延伸開業に伴う並行在来線の経営分離により、当駅を境に直江津方はえちごトキめき鉄道、倶利伽羅方はあいの風とやま鉄道へ承継され、駅施設もえちごトキめき鉄道へ移管された。
営業上の境界駅は当駅だが、運転系統上での境界駅は朝日町役場の最寄り駅である泊駅となっていて、あいの風とやま鉄道線の泊駅 - 市振駅間は、日本海ひすいラインと一体的な運用が行われている（ただし、糸魚川・直江津方面を結ぶ日本海ひすいラインの急行は当駅発着で運行される）。えちごトキめき鉄道の車両はあいの風とやま鉄道線内では泊駅までの運行、あいの風とやま鉄道の車両は日本海ひすいライン内では糸魚川駅までの運行である。なお、当駅での乗務員交代は行われず、えちごトキめき鉄道またはあいの風とやま鉄道の乗務員が通しで乗務する。
あいの風とやま鉄道線ではJR西日本発行のICカードICOCAが導入されているが、当駅はえちごトキめき鉄道管轄である（えちごトキめき鉄道はICカードを導入していない）ため2025年時点で使用できない。

## 歴史
- 1912年（大正元年）10月15日：国有鉄道北陸本線の泊駅 - 青海駅間延伸時に一般駅として西頸城郡市振村に開業する[11][12]。
- 1957年（昭和32年）
  - 10月1日：当駅 - 泊駅間に越中宮崎信号場が開設される[12]。
  - 11月15日：当駅 - 親不知駅間に風波信号場が開設される[12]。
  - 11月20日：当駅 - 泊駅間の越中宮崎信号場が、越中宮崎駅として開業する[13]。
- 1965年（昭和40年）9月30日：当駅 - 風波信号場間が複線化する[14]。また、泊駅 - 糸魚川駅間が交流電化する[14]。
- 1966年（昭和41年）3月24日：風波信号場 - 親不知駅間が複線化し、風波信号場が廃止される[12][14]。
- 1967年（昭和42年）9月29日：当駅 - 越中宮崎駅間が複線化する[14]。
- 1972年（昭和47年）10月2日：営業範囲を改正し、貨物の取扱を廃して旅客駅となる[15]。
- 1985年（昭和60年）
  - 3月14日：営業範囲を改正し、荷物の取扱を廃する[16]。
  - 4月1日：駅員無配置駅となる[17]。
- 1987年（昭和62年）4月1日：国鉄分割民営化により、西日本旅客鉄道（JR西日本）の駅となる[12]。
- 2015年（平成27年）3月14日：北陸新幹線・長野駅 - 金沢駅間延伸開業に伴い[7]、えちごトキめき鉄道・あいの風とやま鉄道へ移管[2]。当駅は両社の境界駅となり[2]、えちごトキめき鉄道が管理している[18]。
- 2021年（令和3年）7月4日：えちごトキめき鉄道が455系・413系による観光急行を運転開始。急行列車1号・2号が当駅発着となる[19]。
- 2023年（令和5年）2月27日：駅舎と付属のランプ小屋が国の登録有形文化財に登録される[20]。

## 駅構造
島式ホーム1面2線を有する地上駅である。駅舎側ののりばに富山方面の列車が、駅舎とは反対側ののりばに直江津方面の列車が発着する。ホームの親不知方の端は緩やかな坂になっており、ここから駅舎へ遮断機・警報機つきの構内踏切が伸びている。駅は海岸沿いに設けられておりホームから海面をのぞむことができる。ホームの両側の先に片渡り線が設置されており、急行は親不知寄りの渡り線を利用して折り返す。
JR西日本時代、新潟県ではJR西日本管内最西端の駅であり、当駅から東は糸魚川地域鉄道部の管轄であった。
駅舎は1908年（明治41年）に竣工した古くからのもので木造平屋建ての建築物である。開業4年前に駅舎が竣工していたのは、かつて当駅が隧道建設の基地であったためであるという。瓦葺き切妻屋根、回廊を巡らした造形など明治期の駅舎の様子が現存しており、屋根の上には雪下ろしの際に命綱を結びつける金具が残っている。駅舎内部には待合所と駅事務室があるが無人駅である。
駅の構内には駅舎の越中宮崎方の脇にレンガ積みのランプ小屋が一棟残っている。駅舎および付属のランプ小屋は、2023年2月27日に国の登録有形文化財に登録されている。

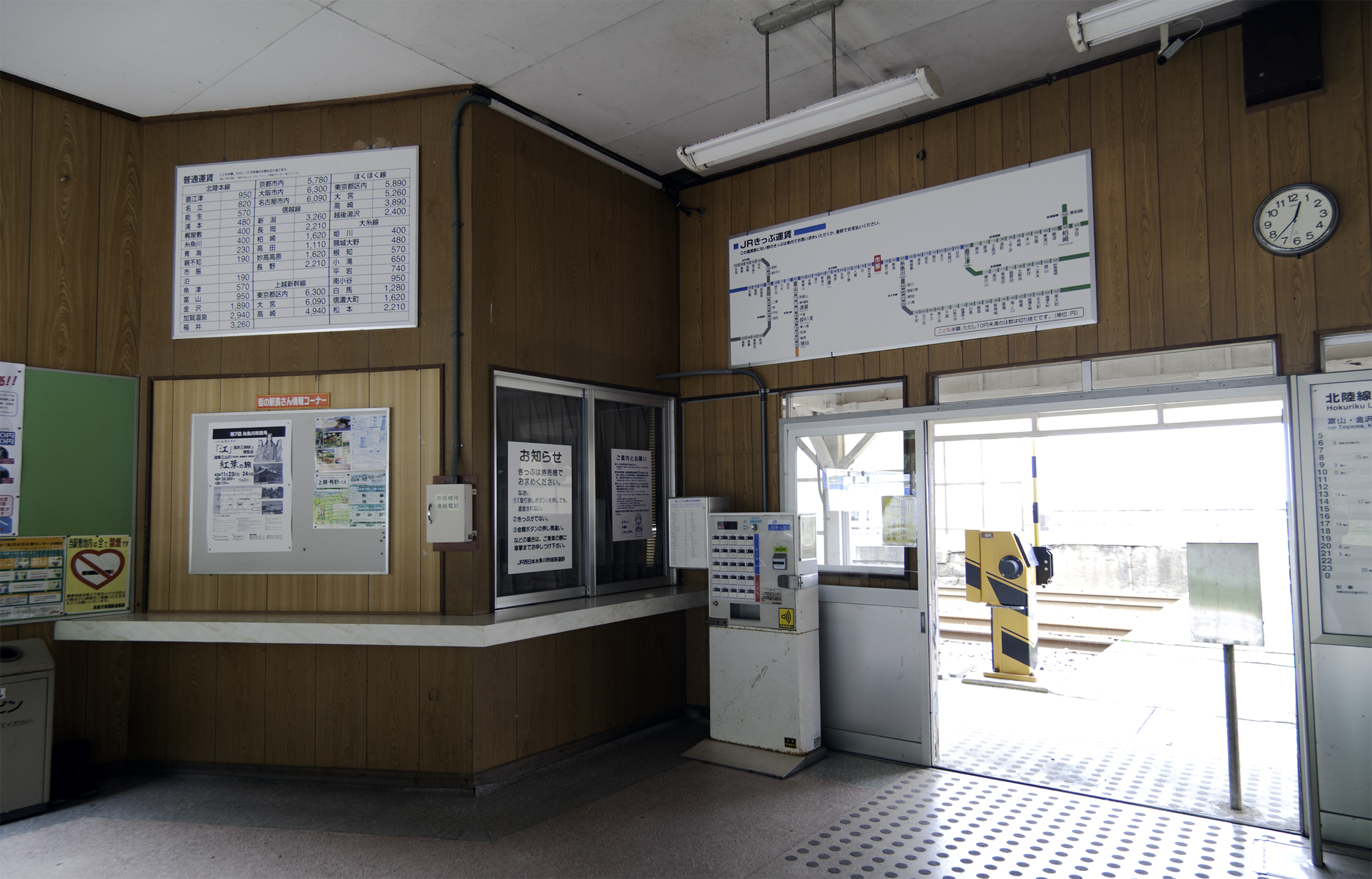
駅舎内（JR西日本時代）
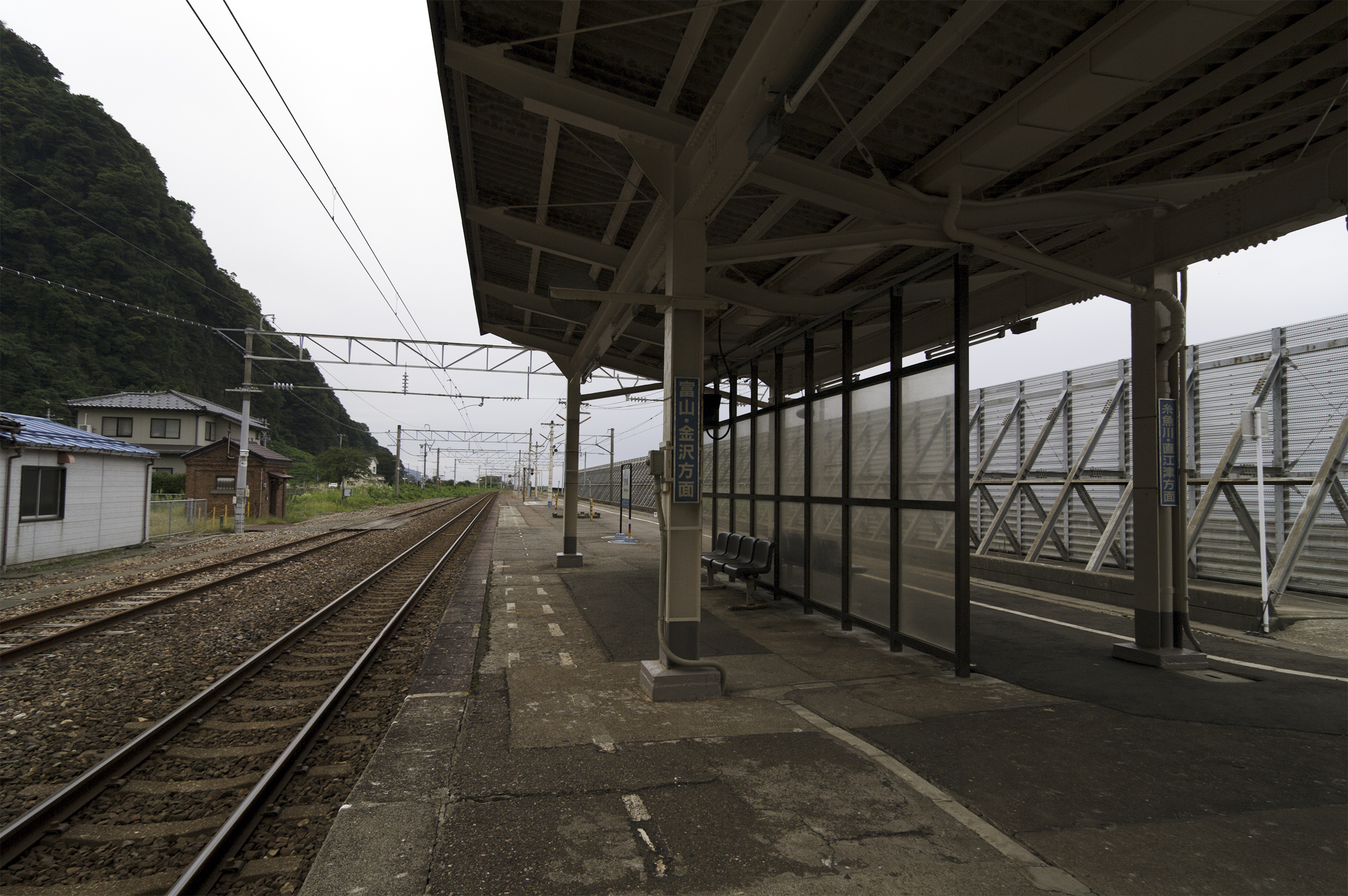
ホーム（JR西日本時代）
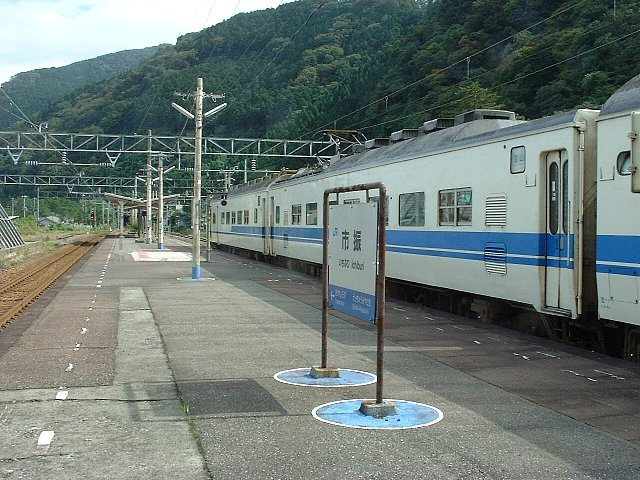
駅に停車中の419系電車（JR西日本時代）

### のりば
| ホーム | 路線                  | 行先               | 備考                                                 |
| ------ | --------------------- | ------------------ | ---------------------------------------------------- |
| 駅舎側 | ■あいの風とやま鉄道線 | 泊・富山・金沢方面 | 日本海ひすいライン方面の臨時急行はこのホームから発着 |
| 反対側 | ■日本海ひすいライン   | 糸魚川・直江津方面 |                                                      |

- 案内上の乗り場番号は設定されていない。
- 警報器から流れるメロディは、糸魚川・直江津方面が『エリーゼのために』、泊・富山・金沢方面は『村の鍛冶屋』である。また、泊方面と直江津方面の両方から同時に列車が接近した場合『アニーローリー』が流れる。

## 利用状況
2023年（令和5年）度の1日平均乗車人員は48人である。
各年度の1日平均乗車人員は以下の通り。
| 年度   | 1日平均 乗車人員 |
| ------ | ---------------- |
| 2004年 | 72               |
| 2005年 | 65               |
| 2006年 | 60               |
| 2007年 | 56               |
| 2008年 | 53               |
| 2009年 | 49               |
| 2010年 | 44               |
| 2011年 | 41               |
| 2012年 | 44               |
| 2013年 | 39               |
| 2014年 | 31               |
| 2015年 | 56               |
| 2016年 | 50               |
| 2017年 | 57               |
| 2018年 | 43               |
| 2019年 | 40               |
| 2020年 | 24               |
| 2021年 | 30               |
| 2022年 | 42               |
| 2023年 | 48               |

## 駅周辺
駅の東側には市振集落が、西側には玉ノ木集落があり、特に市振の集落には市振郵便局がある。かつては郵便局の近くに糸魚川市立市振小学校も存在したが、児童数減少のために糸魚川市立青海小学校に統廃合された。現在は校舎が解体され、石碑が残っている。当地は古くは越後国と越中国の境となっており、関所（市振関）が置かれていたほか、難所親不知が市振の集落から東側に15キロメートルほど続いている。「市振」の地名は松尾芭蕉の『奥の細道』に掲載された句（奥の細道#市振の関を参照）にも登場する。
新潟県では最西端の駅である。富山県との県境は近く、当駅の西1キロメートルほどのところで日本海に注ぐ境川が県境である。駅の東500メートルの長円寺には、芭蕉の句を記念する句碑が建立されている。
当駅前からあいの風とやま鉄道・泊駅まで朝日町「あさひまちバス」が運行されている。
- 道の駅越後市振の関[4]
- 市振海水浴場
- 市振関所跡
- 国道8号
- 海道の松[6]

## バス路線
糸魚川市コミュニティバス 青海地域
- きらら玉ノ木線[38]
  - 今村新田入口・青海駅・親不知駅／玉の木方面
    - 金曜日のみ運行（3.5往復）
- 市振上路線
  - 上路方面
    - 金曜日のみ運行（午後に1便のみ）。当路線はデマンド（予約）式となっている[38]。
- 各路線とも12月29日 - 1月3日と、祝日に重なった場合は運休[38]。1乗車100円[38]。

朝日町 あさひまちバス
- 市振線[37]
  - あさひ総合病院・泊駅前方面 （1日5便のみ）

## 隣の駅
あいの風とやま鉄道
■あいの風とやま鉄道線
越中宮崎駅 - 市振駅
えちごトキめき鉄道
■日本海ひすいライン
- えちごトキめき鉄道 臨時急行発着駅

市振駅 - 親不知駅

## その他
1979年公開の映画「戦国自衛隊」のロケ地のひとつであり、岡田奈々演じる新井和子が、にしきのあきら演じる婚約者（菊池一等陸士）と駆け落ちするためにホームで待つシーンがある。
なお、劇中では、ホーム上の駅名が「いまぶり」に差し替えられている。